# Rise Records
Rise Records est un label discographique américain basé à Beaverton, Oregon. Il est fondé en 1991 par Craig Ericson, et produit principalement des albums de style rock et metal.

## Histoire
Rise est fondé en 1991 par Craig Ericson à Nevada City, en Californie. Il sort un petit nombre de disques vinyles avant de mettre le label en sommeil pour aller à l'université. Ericson ne sort plus rien jusqu'en 1999, après avoir déménagé à Portland, dans l'Oregon. Il commence à sortir des disques vinyles en petite série, et son premier CD sort en 2000, avec le groupe One Last Thing.
Les albums de Rise Records sont distribués aux États-Unis par ADA et BMG. En juillet 2013, la société déménage de Portland à Beaverton, Oregon. Le label conclut un accord de distribution avec Alternative Distribution Alliance, distributeur indépendant détenu par Warner Music Group, et directement en Europe et en Australie avec Warner Music et BMG. Le 9 septembre 2013, le label australien UNFD annonce un partenariat de distribution avec Rise. Le 18 mai 2015, BMG annonce l'acquisition du label. Rise conservera son siège social et Ericson en restera le responsable. BMG apportera son aide pour les opérations de back BMG contribuera aux opérations de back-office et offrira à Rise une portée plus internationale.
Le 8 décembre 2017, Craig Ericson annonce son départ du label et Sean Heydorn prend les rênes de Rise Records.
En 2020, Rise Records déménage ses activités dans les bureaux de BMG Los Angeles, situé au 5670 Wilshire Blvd, où Sean Heydorn continue de superviser le label depuis 2022. Le 18 février 2021, Rise Records annonce un partenariat avec Blue Swan Records, fondé par Will Swan, guitariste de Dance Gavin Dance.

## Groupes et artistes

### Actuels
- The Acacia Strain
- American Nightmare
- Angels and Airwaves
- AFI
- At the Drive-In
- Black Peaks (en)
- Blessthefall
- Bloodbather
- Chapel
- Clint Lowery (en)
- Covey (en)
- Crosses
- Crown the Empire
- Dance Gavin Dance
- Dave Hause
- Derek Sanders (en)
- Galactic Empire
- Gone Is Gone
- Issues
- Knuckle Puck (en)
- Kublai Khan
- Kvelertak
- Le Butcherettes
- Like Moths to Flames
- Make them Suffer
- Mark Morton (en)
- Mayday Parade
- Memphis May Fire
- Morgan Rose
- Palissades (en)
- Placebo
- PUP
- Sevendust
- Skywalker
- Social Animals
- Spiritbox
- Thousand Below (en)
- Tiger Army
- Tilian (en)

## Anciens artistes
- Alive Like Me[12] (2014-????)
- American Me (en)
- Attack Attack!
- Bleeding Through
- The Bouncing Souls
- The Color Morale
- Cheap Girls (en)
- The Devil Wears Prada
- Dream On, Dreamer (en)
- The Early November (en)
- Emarosa
- From First to Last
- Further Seems Forever
- Hands Like Houses
- Hot Water Music
- In Fear and Faith
- The Jealous Sound (en)
- Make Do and Mend
- Man Overboard
- Miss May I
- My Ticket Home
- Of Mice and Men
- Piebald (en)
- The Plot in You
- Poison the Well
- PVRIS
- Sharks
- Sleeping with Sirens
- Thick as Blood
- Transit (en)
- Tyler Carter (en)

### Velocity Records
- A Loss for Words (en)
- Abandon All Ships
- Secrets
- Woe, Is Me